# Xã Morris, Quận Washington, Pennsylvania
Xã Morris (tiếng Anh: Morris Township) là một xã thuộc quận Washington, tiểu bang Pennsylvania, Hoa Kỳ. Năm 2010, dân số của xã này là 1.105 người.